# Peppino Mazzullo
Peppino Mazzullo (Messina, 6 giugno 1926) è un attore e doppiatore italiano, noto per aver dato la voce a Topo Gigio dal 1961 al 2006.

## Biografia
Ha iniziato giovanissimo la sua carriera artistica nel "Teatro Auditorium San Gaetano" a Santo Stefano di Briga (villaggio della sua città natale, Messina), sotto la direzione artistica del suo compaesano Placido Andriolo, che ne fece il suo primo attore scrivendo anche dei monologhi appositamente per lui.
Grazie alla recitazione di uno di questi monologhi ottenne una borsa di studio e poté frequentare, tra il 1947 e il 1950, l'Accademia d'Arte Cinematografica a Roma e l'Accademia d'Arte Drammatica a Milano.
Dal 1950 ha iniziato la carriera teatrale con la compagnia di Guglielmo Della Seta e con la compagnia di prosa della RAI. È stato primo attore presso alcuni teatri milanesi, fra i quali l'"Angelicum" da cui veniva irradiata la trasmissione Le avventure di Pinocchio.
Negli anni cinquanta ha fatto parte della compagnia di Enzo Ferrieri.
Ha raggiunto una grande notorietà dando la propria voce al personaggio di Topo Gigio, creato da Maria Perego, dal 1961, continuando ininterrottamente fino al 2006. 
Oltre alle sue performance vocali, si ricordano anche le partecipazioni di Mazzullo agli spettacoli dello Zecchino d'Oro degli anni Sessanta, nell'interpretazione del personaggio di Richetto, lo scolaro eternamente bocciato.
Nel 2004 Mazzullo, tornato a vivere a Santo Stefano di Briga, ha fondato il "Piccolissimo Teatro di Messina", all'interno del quale ha diretto la "Scuola di teatro comico e drammatico".
Nel luglio 2008 ha vinto il premio Leggìo d'oro voce cartoon alla quinta edizione del Leggio d'oro. Inoltre nel 2011 gli viene conferito il Premio alla voce dei ricordi durante l'ottava edizione.

## Prosa radiofonica Rai
- Non fare agli altri..., di Roberto Bracco, regia di Claudio Fino, trasmessa il 28 febbraio 1952
- Melisenda per me, di Cesare Meano, regia di Claudio Fino, trasmessa il 6 gennaio 1953
- Il giardino dei ciliegi, di Anton Čechov, regia di Enzo Ferrieri, trasmessa il 19 febbraio 1954.
- La buona figliola, commedia di Sabatino Lopez, regia di Enzo Ferrieri, trasmessa il 26 luglio 1954.
- La cucina degli angeli di Albert Husson, regia di Enzo Ferrieri, trasmessa il 26 marzo 1956.
- La medicina di una ragazza malata di Paolo Ferrari, regia di Enzo Convalli, trasmessa il 28 febbraio 1957.

## Prosa televisiva Rai
- Il tesoro di messer Tacca, commedia di Aureliano Antonelli, regia di Enzo Convalli, trasmessa il 21 gennaio 1957.